# Warren Hastings
Warren Hastings (født 6. december 1732, død 22. august 1818) var en engelsk guvernør i Indien.
Hastings drog 1750 til Indien som skriver i det Ostindiske Kompagnis tjeneste. I flere år brugtes han alene ved handelen, men deltog 1757 frivillig i kampen for at genvinde Kolkata (tidligere Calcutta) og blev 1758 af Guvernør Clive udnævnt til resident i Murchidabad og var 1761—1764 Medlem af Rådet i Calcutta. Her var han i strid med de andre medlemmer, fordi han misbilligede deres jagen efter at tjene penge, og han vendte 1765 tilbage til England med en forholdsvis ringe Formue.
I 1768 drog han igen til Indien for at blive medlem af Rådet i Madras. Han blev 1772 guvernør i Bengalen og 1773 den første generalguvernør i Indien, oprindelig kun indtil 1778, men senere blev embedstiden forlænget, indtil han februar 1785 igen forlod Indien. Også denne Gang havde han i de første år store vanskeligheder at kæmpe med fra rådets andre medlemmer, men fik senere friere hænder og styrede med fremragende dygtighed under yderst farlige forhold.
Det rige, som Clives tapperhed havde grundlagt, fæstnedes af Hastings, og det engelske herredømme udvidedes betydeligt ved heldige krige med franskmændene 1779, Hyder Ali (1780—81) og Mahratterne. Han nedsatte den apanagen til stormogulen med halvdelen, afpressede herskerinden i Oudh en umådelig sum til straf for et oprør, inddrog store områder under Kompagniets umiddelbare styrelse og omdannede forvaltningen af skattevæsenet således, at det både indbragte mere og trykkede indbyggerne mindre.
Dog brugte han også ret skarpe midler for at forøge Kompagniets indtægter, men viste ingen stræben efter personlig vinding og vandt stor yndest både blandt englænderne og hos den indfødte befolkning. Han grundlagde 1784 Asiatic Society og skaffede europæiske videnskabsmænd adgang til at studere sanskrit. Ved sin hjemkomst til England blev han modtaget med stor hæder af Kong Georg III og modtog enstemmig tak fra Kompagniets direktører.
Derimod rettede Edmund Burke meget bitre angreb mod ham for udpresninger og undertrykkelse og udvirkede 1788 anklage for Overhuset; han førte selv klagen her sammen med Charles James Fox og Sheridan. Sagen trak dog i langdrag, og efterhånden slog stemningen helt om, så at man mere så på Hastings fortjeneste af det engelske herredømme i Indien end på mulige uretfærdigheder mod enkeltmand. 1795 blev Hastings helt frifunden, men var ved de umådelige sagsomkostninger (70.000 L. Sterling) alligevel ødelagt.
Da bevilgede det indiske Kompagni ham en årsgage på 4.000 £, med 10 års forudbetaling, og desuden et rentefrit lån på 50.000 £. Hastings hengav sig herefter til at drive landbrug, men var tillige en gavmild beskytter af videnskaben. Da han 1811 gav møde i parlamentet for at give oplysninger om indiske forhold, modtog han i begge huse en meget smigrende hyldest. I 1814 blev han ophøjet til medlem af Geheimerådet.